# Dorin-Liviu Nistoran
Dorin-Liviu Nistoran (n. 29 decembrie 1968, Motru) este un politician român, membru al Parlamentului României în legislatura 2004-2008 pe listele PD. Dorin-Liviu Nistoran a devenit deputat independent în decembrie 2007 iar pe data de 16 septembrie 2008 a demisionat din Parlament. În cadrul activității sale parlamentare, Dorin-Liviu Nistoran a fost membru în grupurile parlamentare de prietenie cu Regatul Țărilor de Jos (Olanda) și Republica Cipru.
Este antreprenor în domeniul IT-Telecom și fondator al firmei Televoice.